# Вілкін (округ, Міннесота)
Шаблон:StateAbbr_ 46°22′ пн. ш. 96°28′ зх. д. / 46.36° пн. ш. 96.47° зх. д.
Округ Вілкін (англ. Wilkin County) — округ (графство) у штаті Міннесота, США. Ідентифікатор округу 27167.

## Історія
Округ утворений 1868 року.

## Демографія
За даними перепису
2000 року
загальне населення округу становило 7138 осіб, зокрема міського населення було 3526, а сільського — 3612.
Серед мешканців округу чоловіків було 3483, а жінок — 3655. В окрузі було 2752 домогосподарства, 1927 родин, які мешкали в 3105 будинках.
Середній розмір родини становив 3,09.
Віковий розподіл населення поданий у таблиці:
| Стать    | До 15 років | 15-21 | 22-29 | 30-39 | 40-49 | 50-65 | 65-85 | Понад 85 |
| -------- | ----------- | ----- | ----- | ----- | ----- | ----- | ----- | -------- |
| Чоловіки | 768         | 368   | 251   | 514   | 610   | 492   | 424   | 56       |
| Жінки    | 824         | 344   | 242   | 494   | 533   | 552   | 521   | 145      |

## Суміжні округи
- Клей — північ
- Оттер-Тейл — схід
- Грант — південний схід
- Траверс — південь
- Ричленд, Північна Дакота — захід

## Виноски
1. ↑  US Decennial Census. US Census Bureau. Архів оригіналу за 4 квітня 2018. Процитовано 25 жовтня 2014.
2. ↑  Historical Census Browser. University of Virginia Library. Архів оригіналу за 11 серпня 2012. Процитовано 25 жовтня 2014.
3. ↑  Population of Counties by Decennial Census: 1900 to 1990. US Census Bureau. Архів оригіналу за 4 серпня 2014. Процитовано 25 жовтня 2014.
4. ↑  Census 2000 PHC-T-4. Ranking Tables for Counties: 1990 and 2000 (PDF). US Census Bureau. Архів оригіналу (PDF) за 18 грудня 2014. Процитовано 25 жовтня 2014.
5. ↑  State & County QuickFacts. Бюро перепису населення США. Архів оригіналу за 22 липня 2011. Процитовано 1 вересня 2013.(англ.) Наведено за англійською вікіпедією.
6. ↑  American FactFinder. Бюро перепису населення США. Архів оригіналу за 26 лютого 2012. Процитовано 31 січня 2008.

| США | Це незавершена стаття з географії США. Ви можете допомогти проєкту, виправивши або дописавши її. |